# Finalissima 2023 (calcio femminile)
La Finalissima 2023 fu la 1ª edizione della Finalissima, trofeo internazionale di calcio femminile in palio tra le squadre nazionali campionesse d'Europa e del Sudamerica.
Si tenne in gara unica il 6 aprile 2023 allo stadio di Wembley a Londra, tra Inghilterra e Brasile e vide la vittoria delle britanniche per 4-2 dopo i tiri di rigore.

## Le squadre
| Squadre     | Qualificazione                              | Partecipazioni precedenti (il grassetto indica la vittoria) |
| ----------- | ------------------------------------------- | ----------------------------------------------------------- |
| Inghilterra | Vincitrice del campionato europeo 2022      | Nessuna                                                     |
| Brasile     | Vincitrice della Copa América Femenina 2022 | Nessuna                                                     |

## Tabellino
| Arbitro: | Stéphanie Frappart |

| |                      | |
| Toone 23’ | Marcatori            | 90+3’ Andressa |
| Stanway Toone Daly Greenwood Kelly                                                                                      | Tiri di rigore 4 – 2 | Adriana Tamires Rafaelle Kerolin |
| · 76’ Earps · Bronze · Williamson · Greenwood · Carter · Walsh · Stanway · Toone · 74’ James · 82’ 88’ Hemp · 74’ Russo | Formazioni           | · Letícia Izidoro · Lauren 46’ · Kathellen · Rafaelle 39’ · Tamires · Antônia 87’ · Ary Borges 87’ · Luana 69’ · Kerolin · Beatriz 46’ · Geyse |
| · 74’ Daly · 74’ Kelly · 88’ Robinson                                                                                   | Sostituzioni         | · Fe Palermo 87’ · Duda Francelino 69’ · Andressa 46’ · Adriana 46’ · Gabi Nunes 87’                                                           |
| Sarina Wiegman | Allenatori           | Pia Sundhage |

## Statistiche
| Statistiche       | Inghilterra | Brasile |
| ----------------- | ----------- | ------- |
| Reti segnate      | 1           | 0       |
| Tiri totali       | 9           | 1       |
| Tiri in porta     | 4           | 0       |
| Parate            | 0           | 3       |
| Possesso palla    | 73%         | 27%     |
| Calci d'angolo    | 3           | 1       |
| Falli commessi    | 3           | 5       |
| Fuorigioco        | 3           | 1       |
| Cartellini gialli | 0           | 1       |
| Cartellini rossi  | 0           | 0       |

| Statistiche       | Inghilterra | Brasile |
| ----------------- | ----------- | ------- |
| Reti segnate      | 0           | 1       |
| Tiri totali       | 2           | 8       |
| Tiri in porta     | 1           | 3       |
| Parate            | 2           | 1       |
| Possesso palla    | 55%         | 45%     |
| Calci d'angolo    | 1           | 2       |
| Falli commessi    | 5           | 5       |
| Fuorigioco        | 4           | 1       |
| Cartellini gialli | 2           | 0       |
| Cartellini rossi  | 0           | 0       |

| Statistiche       | Inghilterra | Brasile |
| ----------------- | ----------- | ------- |
| Reti segnate      | 1           | 1       |
| Tiri totali       | 11          | 9       |
| Tiri in porta     | 5           | 3       |
| Parate            | 2           | 4       |
| Possesso palla    | 64%         | 36%     |
| Calci d'angolo    | 4           | 3       |
| Falli commessi    | 8           | 10      |
| Fuorigioco        | 7           | 2       |
| Cartellini gialli | 2           | 1       |
| Cartellini rossi  | 0           | 0       |